# Wernstein am Inn
Wernstein am Inn là một đô thị thuộc huyện Schärding thuộc bang Oberösterreich, Áo. Đô thị Wernstein am Inn có diện tích 16 km², dân số thời điểm năm 2006 là 1595 người.

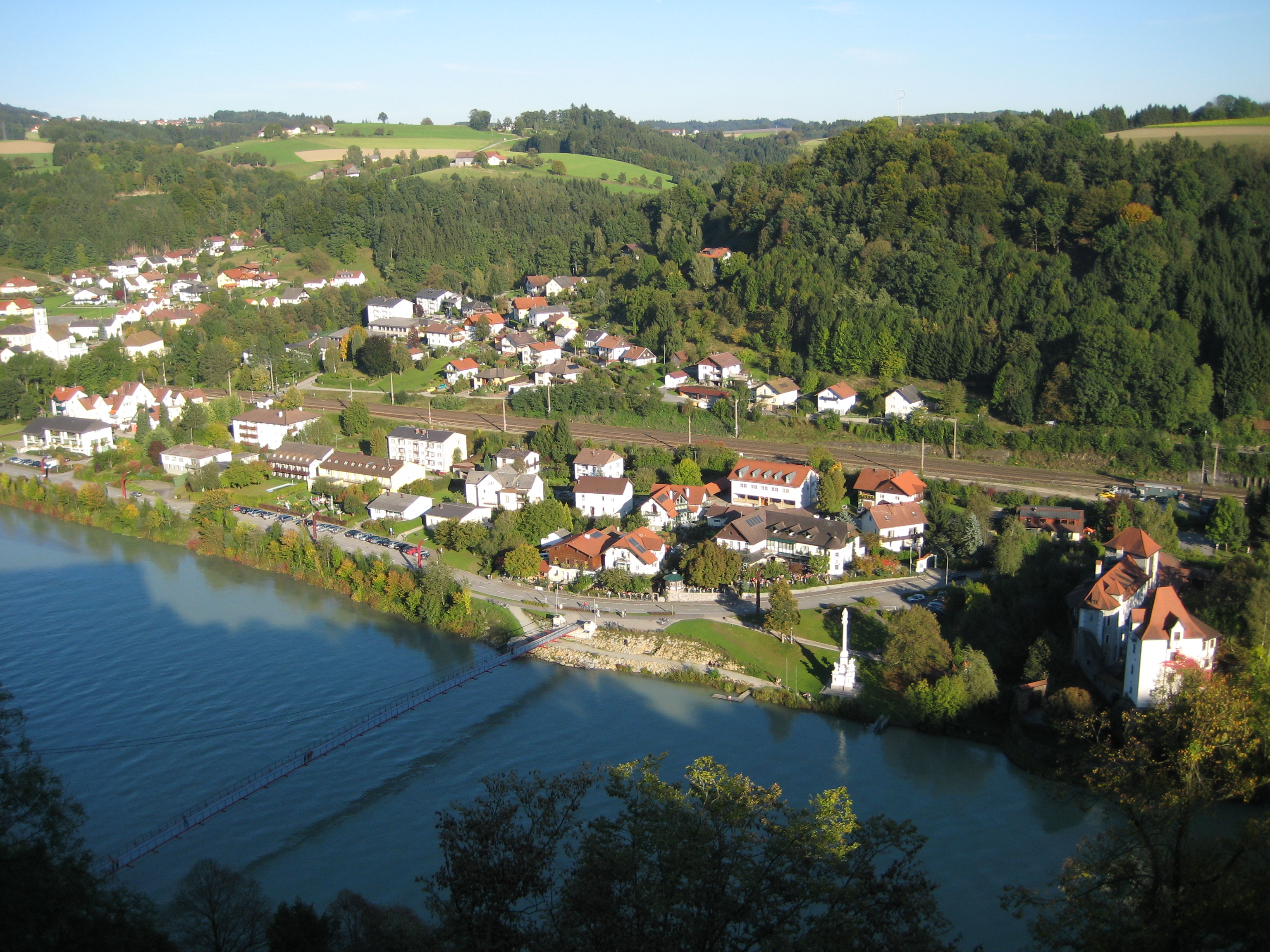
Wernstein am Inn